# Inventions modernes
Série Donald Duck
Pour plus de détails, voir Fiche technique et Distribution.
Inventions modernes (Modern Inventions) est un court métrage d'animation américain des studios Disney avec Donald Duck, sorti le 29 mai 1937.

## Synopsis
Donald Duck visite dans un musée une exposition sur les nouvelles technologies et principalement les robots. Il entre sans payer et se voit ainsi suivre par un robot majordome qui cherche à lui prendre son chapeau pour le mettre aux vestiaires. Mais Donald souhaite conserver son couvre-chef. Peu après, Donald découvre une machine à emballer automatiquement. Ne suivant pas la consigne « Ne pas toucher ! », Donald se retrouve lui-même emballé. Il est alors pris en charge par une dévouée nurse robotisée qui le prend pour un poupin puis par un robot barbier qui le prend pour un client or un dis fonctionnement se produit.

## Fiche technique
- Titre original : Modern Inventions
- Titre français : Inventions modernes
- Série : Donald Duck
- Réalisation : Jack King
- Scénario : Carl Barks
- Animation : Jack Hannah
- Musique : Oliver Wallace
- Production : Walt Disney
- Société de production : Walt Disney Productions
- Société de distribution : RKO Radio Pictures
- Format : Couleur (Technicolor) - 1,37:1 - Son mono (RCA Sound System)
- Durée : 9 min
- Langue : Anglais
- Pays :  États-Unis
- Dates de sortie :  États-Unis : 29 mai 1937[1]

## Voix originales
- Clarence Nash : Donald
- Billy Bletcher : Le robot majordome
- Cliff Edwards : Le robot barbier

## Voix française
- Sylvain Caruso : Donald

## Commentaires
Officiellement ce court métrage fait partie de la série Mickey Mouse mais Mickey n'y apparaissant pas, il est catégorisé comme un Donald Duck.

## Titre en différentes langues
Source : IMDb
- Allemagne : Die Wunder der Technik
- Finlande : Metkojen keksintöjen museossa, Nykyajan keksintöjä
- Suède : Kalle Anka och robotarna, Moderna uppfinningar

## Sorties DVD
- Les Trésors de Walt Disney : Donald de A à Z, 1re partie (1934-1941).